# Brian Kaus
Brian Kaus (ur. 5 lipca 1967 w Kopenhadze) – duński piłkarz występujący na pozycji obrońcy.

## Kariera klubowa
Kaus karierę rozpoczynał w sezonie 1985 w pierwszoligowym zespole Brønshøj BK. W 1990 roku przeszedł do B 1903. W sezonach 1990 oraz 1991/1992 wywalczył z nim wicemistrzostwo Danii. Następnie w wyniku fuzji B 1903 z KB, od sezonu 1992/1993 występował w FC København. W sezonie 1992/1993 wywalczył z nim mistrzostwo Danii, a w sezonie 1993/1994 wicemistrzostwo Danii.
W 1994 roku Kaus odszedł do innego pierwszoligowca, Lyngby BK. Spędził tam 1,5 roku, a potem wrócił do Brønshøj BK, grającego już w drugiej lidze. Jego barwy reprezentował do końca kariery w 2004 roku, w tym czasie występując na boiskach drugiej i trzeciej ligi.

## Kariera reprezentacyjna
W reprezentacji Danii Kaus zadebiutował 30 stycznia 1993 w zremisowanym 2:2 towarzyskim meczu ze Stanami Zjednoczonymi. Jednocześnie było to jedyne spotkanie rozegrane przez niego w drużynie narodowej.